# Niagara Falls Cataracts
Die Niagara Falls Cataracts waren eine kanadische Eishockeymannschaft aus Niagara Falls, Ontario. Die Mannschaft spielte zwischen 1926 und 1930 in der Canadian Professional Hockey League sowie der International Hockey League.

## Geschichte
Das Franchise der Niagara Falls Cataracts wurde 1926 als Mitglied der Canadian Professional Hockey League gegründet. Nachdem die Liga 1929 durch die International Hockey League abgelöst wurde, traten die Cataracts auch in der IHL an. Im Anschluss an die Saison 1929/30 stellte die Mannschaft den Spielbetrieb ein.

## Bekannte Spieler
- Newsy Lalonde